# Озода Рахмон
Озода Емомали Рахмон (на таджикски: Озода Эмомалӣ Раҳмон) е таджикистански политик. Тя е дъщеря на дългогодишния авторитарен президент на Таджикистан – Емомали Рахмон. Призната е за една от десетте най-влиятелни жени в Централна Азия и за една от 20-те най-влиятелни личности в Таджикистан. Заемала е няколко ръководни длъжности в Министерството на външните работи. Рахмон назначава Рахмонова за началник на кабинета в своята президентска администрация.

## Биография
Родена е на 3 януари 1978 г. в Дангара, Кулябска област, Таджикска ССР, СССР. Тя е родена като Озода Емомалиевна Рахмонова (таджикски: Озода Эмомалиевна Раҳмонова). През 2000 г. завършва Таджикския национален университет със специалност по международно право. В периода от 2004 до 2006 г. тя посещава курсове по икономика и политика в Джорджтаунския университет и курсове по английски език в Мерилендския университет в Колидж Парк. През 2012 г. е удостоена със степента кандидат на науките след защита на дисертация върху законодателството, занимаващо се с правата на жените в Таджикистан.

## Политическа дейност
Благодарение на положението си като дъщеря на президента на Таджикистан тя се радва на редица повишения на висши политически постове. От 2005 до 2007 г. работи като аташе по културата и образованието в таджикското посолство във Вашингтон, окръг Колумбия, по същото време когато съпругът ѝ учи в Мерилендския университет. През септември 2007 г. е назначена за ръководител на консулския отдел в Министерството на външните работи на Таджикистан. Две години по-късно, през септември 2009 г., Озода Рахмон е назначена за заместник външен министър. През май 2014 г. е повишена в първи заместник-министър на външните работи. Според официалната биография на Озода Рахмон въвеждането на биометрични паспорти и национални лични карти в Таджикистан е резултат от нейни инициативи по време на мандата ѝ в Министерството на външните работи.
През януари 2016 г. тя е назначена за ръководител на администрацията (началник на кабинета) на президента Емомали Рахмон, една от ключовите държавни позиции в Таджикистан. През същата година е избрана и за сенатор в горната камара на парламента на страната. Озода Рахмон притежава дипломатически ранг на извънреден и пълномощен посланик.